# Kacprówek
Kacprówek – wieś sołecka w Polsce położona w województwie mazowieckim, w powiecie garwolińskim, w gminie Łaskarzew.
| SIMC    | Nazwa | Rodzaj    |
| ------- | ----- | --------- |
| 0678400 | Śliz  | część wsi |

W latach 1975–1998 miejscowość administracyjnie należała do województwa siedleckiego.